# 拉納姆 (堪薩斯州與內布拉斯加州)
拉納姆（英語：Lanham）是位於美國堪薩斯州華盛頓縣及內布拉斯加州蓋奇縣的一個非建制地區。

## 歷史
拉納姆的郵局於1886年設立，其後於1969年停運。

## 地理
拉納姆所處的海拔為高於海平面426米（即1398英呎），而該地所採用的時區為UTC-6，即北美中部時區（CST）。同時該地設有夏令時間，為UTC-6調快一小時，即UTC-5（CDT）。